# 宋楚瑜
宋 楚瑜（そう そゆ、1942年〈民国31年〉3月16日 - ）は中華民国の政治家。親民党主席（初代）。

## 経歴

### 政治家としての出世
湖南省湘潭県生まれの外省人。国共内戦後、中華民国政府の台湾撤退に伴い家族とともに台湾へ移住、台北県（現：新北市）内の眷村（外省人居住区）で育つ。国立政治大学卒業後、米国カリフォルニア大学バークレー校にて政治学修士号を67年に、ジョージタウン大学にて政治学博士号を74年に取得。帰国後、大学教員を務めていた時に当時総統だった蔣経国に請われ、英文秘書として政界入りする。その後蔣経国の側近として行政院新聞局副局長、同局長などを歴任した。当時最も期待されていた中国国民党若手官僚のひとり。
1988年7月に行われた蔣経国国民党主席の後継者を選出する国民党党員代表大会では、党副秘書長として秘書長の李煥とともに党内工作に従事、李登輝の国民党代理主席就任（後に党主席に就任）に大きな貢献を果たす。その成果を買われて1989年に国民党中央委員会秘書長に就任、以後、台湾省政府主席（1993年）、台湾省長（1994年、初代民選省長）などを歴任、李登輝政権下で李登輝の片腕として活躍した。
台湾省長時代には地方への利益還元型（いわゆる「ばらまき」）行政を展開したこと、野球帽にジャンパーというスタイル（これは、蔣経国の地方巡視の際のスタイルをそのまま踏襲したもの）で全国各地を回るといったパフォーマンスを行ったことなどで、台湾住民から高い支持を得ていた。その後台湾省政府簡素化を巡って李登輝と反目。1996年に国家発展会議で台湾省政府の機能凍結が合意されたことを受け辞表を提出するが、辞表は受理されず、1998年12月に台湾省政府が凍結されるまで省長を務めた。省長退任後、2000年総統選挙への立候補を表明したことにより、国民党から党籍を剥奪される。

### 総統選挙
2000年の総統選挙では無所属で立候補、陳水扁、連戦と三つ巴の激しい選挙戦を展開した。台湾省長時代に築いた人気から序盤の選挙戦を有利に進めたものの、選挙戦中盤である1999年12月に国民党中央委員会秘書長時代の金銭スキャンダル（中興証券事件）が報じられたこと、連戦と保守層の票を食い合う結果になったことなどの理由で、陳水扁に僅差で敗れる（陳水扁得票率39.30%、宋楚瑜37.84%、連戦23.10%）。同年に泛緑連盟や泛藍連盟に代わる第三極である泛橘連盟として親民党を立ち上げ、党首に就任。
2004年の総統選挙では国民党主席の連戦と組み、副総統候補として出馬（いわゆる「連・宋コンビ」）するが、連戦の不人気や選挙戦終盤の陳水扁襲撃事件に対する同情票として浮動票が陳水扁陣営に流れたことなどが原因で、再び僅差で落選する（陳水扁陣営の得票率50.11%、連戦陣営の得票率49.89%票差約3万票）。
2005年には連戦の訪中に引き続いて、宋楚瑜も北京を訪問して胡錦濤中国共産党総書記と会談し、台湾独立反対で一致した。

### 引退宣言
2006年12月9日に行われた台北市長選挙に出馬したが、得票率4.14%と予想外の大敗を喫し、選挙後の記者会見で台湾政界からの引退を表明した。2008年の北京五輪と2010年の上海万博の開幕式に連戦、呉伯雄らと出席して中国の胡錦濤共産党総書記と再び会見している。

### 総統選再出馬

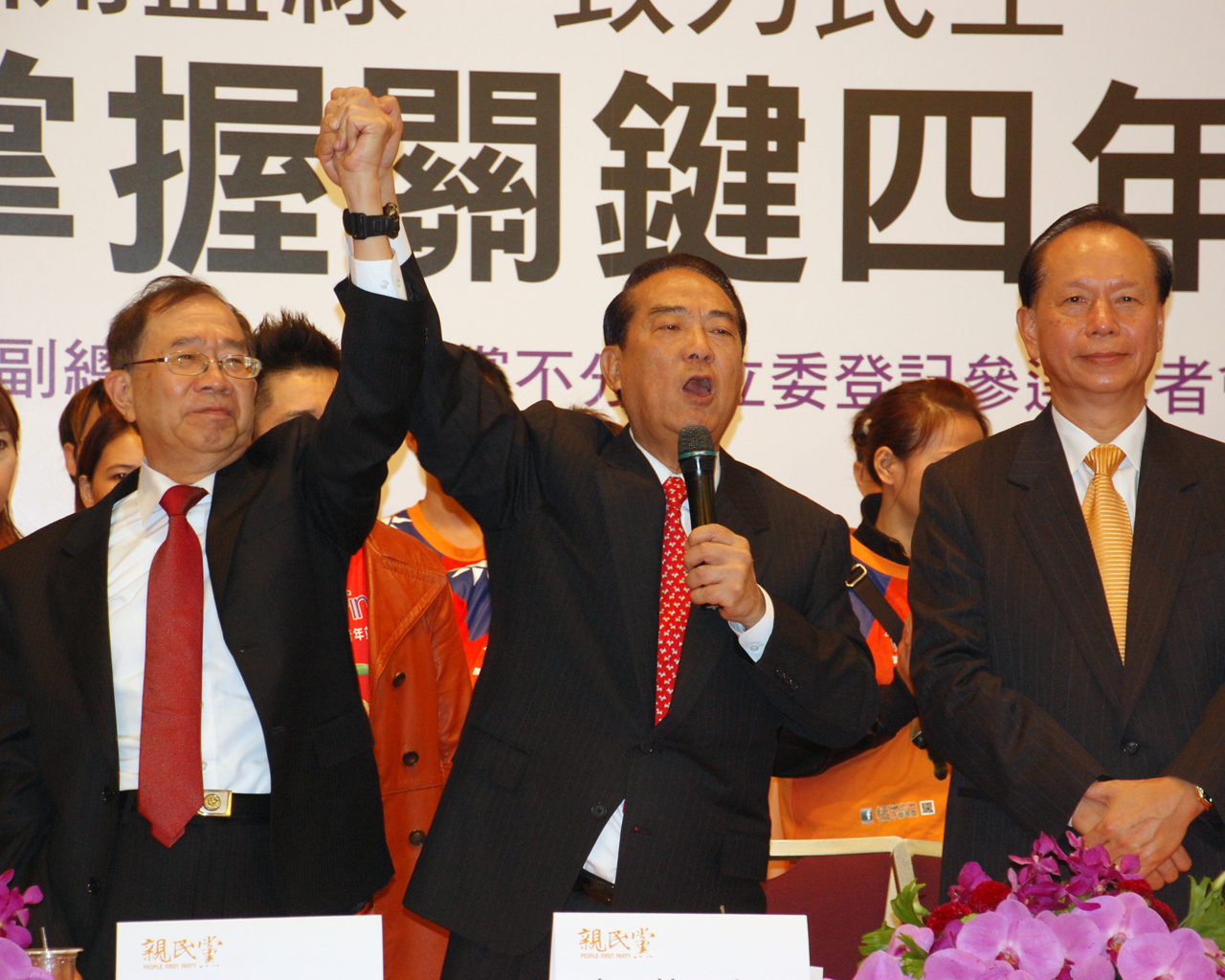
2012年総統選への立候補者認定を受けた宋楚瑜

2011年1月の李登輝元総統の誕生日パーティーに出席したことが注目を浴びた。その後、馬英九総統と蔡英文民進党主席の争いとなった2012年総統選挙への出馬を取り沙汰されるようになり、2011年9月「100万人以上の署名」が集まれば出馬するとの意向を表明し、その後正式に立候補を届け出、中央選挙委員会から正式候補者として認定された。国立台湾大学教授（公共衛生学）の林瑞雄を副総統候補として再び馬に挑んだが、結果は惨敗であった（馬英九陣営の得票率51.60%、宋楚瑜陣営が2.77%）。
2016年総統選挙には民国党主席の徐欣瑩を副総統候補として出馬したが、民進党の蔡英文・陳建仁ペアに惨敗した。

### 外交活動
蔡英文政権では、宋楚瑜は中国共産党と太いパイプを持つことからAPECの台湾代表に度々選ばれている。2016年11月、ペルーのリマでAPECが開催された際には、習近平共産党総書記 のほかロシアのウラジーミル・プーチン大統領、日本の安倍晋三首相など多くの出席者と会談を行っている。また、翌2017年10月、ベトナムのダナンで開催された際にも再び安倍首相らと会談を行ったが、習近平総書記とは短時間の接触にとどまった。2019年5月、習近平総書記の提案する一国二制度に賛同したとする新華社の報道を否定するも総統府資政（顧問）の職を返上した。

### 5度目の総統選挙
2019年11月13日、宋楚瑜は2020年総統選挙への立候補を表明し、出馬したものの前回より大幅に投票数を減らして落選した｡

## 人物
総統選に関する限り、これまで結果にはつながっていないが、従来から人心掌握術や政治的パフォーマンスに長けており、台湾省長時代には圧倒的な人気を誇った。また、その選挙戦術にはかねてから実績があり、マスコミ関係者にも太いパイプを持っている。